# New London (Ohio)
New London é uma vila localizada no estado norte-americano de Ohio, no Condado de Huron.

## Demografia
Segundo o censo norte-americano de 2000, a sua população era de 2696 habitantes.
Em 2006, foi estimada uma população de 2597, um decréscimo de 99 (-3.7%).

## Geografia
De acordo com o United States Census Bureau tem uma área de
6,4 km², dos quais 5,4 km² cobertos por terra e 1,0 km² cobertos por água. New London localiza-se a aproximadamente 299 m acima do nível do mar.

## Localidades na vizinhança
O diagrama seguinte representa as localidades num raio de 20 km ao redor de New London.